# Basilica di San Francesco d'Assisi (Piacenza)
La basilica di San Francesco d'Assisi, anche detta chiesa di San Francesco d'Assisi, è una chiesa di Piacenza. Fu costruita tra il 1278 e il 1363 per volontà del ghibellino Ubertino Landi.

## Storia
La chiesa, parte di un più ampio complesso monastico, venne costruita da parte dei Frati Minori tra il 1278 e il 1363 in stile gotico lombardo, con facciata in cotto, a seguito della donazione, effettuata da Ubertino Landi agli stessi Frati Minori, di un'area del centro della città di Piacenza occupata all'epoca da una serie di abitazioni.
Le motivazioni che portarono alla scelta di Ubertino di donare all'ordine i terreni per la costruzione della chiesa derivano dalla pacificazione tra le fazioni ghibellina, di cui Ubertino Landi era uno dei principali esponenti piacentini, e guelfa, dominata dalla famiglia Scotti, dopo la vittoria guelfa nella battaglia di Benevento del 1266 e la conquista, nel 1269, della rocca di Bardi dove il Landi si era rifugiato a seguito della sconfitta. Le abitazioni furono in breve tempo abbattute e sostituite dalla chiesa e dall'annesso monastero.
La costruzione della chiesa divenne, quindi, un simbolo della pacificazione tra le due fazioni: la posizione dell'edificio, sulla piazza centrale della città, venne assunta a simbolo di neutralità, poiché la chiesa veniva a trovarsi in una posizione direttamente soggetta all'autorità comunale e, di conseguenza, difficilmente influenzabile da parte di una delle due fazioni.
La costituzione di un ampio complesso monastico francescano in posizione strategica al centro della città generò una serie di dispute da parte delle vicine parrocchie di Santa Maria del Cairo, San Nicolò de' Figli d'Agradio, San Faustino, San Giacomo Sopramuro, San Michele e San Donnino che lamentavano che il combinato disposto dalla costruzione di una nuova chiesa e dalla demolizione di diversi caseggiati occorsa per fare posto all'edificio avrebbe considerevolmente ridotto il numero dei parrocchiani afferenti a quelle chiese. La questione fu portata fino all'attenzione del pontefice, ma andò a perdersi a seguito dell'elezione a papa di Nicolò IV che in precedenza era stato generale dei francescani.
Nel corso dei secoli la chiesa venne decorata da varie opere d'arte e il convento venne progressivamente ampliato fino a contare tre chiostri, estesi nell'area che sarebbe stata successivamente occupata da piazzetta Plebiscito.
Nel 1797 l'ordine dei Frati Minori venne soppresso, di conseguenza la chiesa venne riadattata a ospedale e magazzino e la scalinata di accesso venne rimpiazzata da uno scivolo in terra. Nei primi anni del XIX secolo venne valutata la trasformazione in teatro, prima della riapertura come edificio religioso, avvenuta nel 1806, con la consacrazione a san Napoleone. Inizialmente restituita all'ordine dei Frati Minori, venne definitivamente abbandonata da questi ultimi nel 1810, evitando la chiusura al culto grazie al trasferimento presso la chiesa della parrocchia dei Santi Giacomo e Filippo disposto da monisgnor Fallot di Beaumont che reggeva la diocesi piacentina.
Nel 1818 avvenne l'elevazione della chiesa a parrocchia, ad opera di monsignor Scribani Rossi; in quell'occasione si provvide anche a ripristinare l'originaria dedicazione a san Francesco e ad accorpare alla neonata parrocchia quelle di San Dalmazio, Sant'Ilario, Santi Faustino e Giovita e Sant'Apollonia.
Il 10 maggio 1848 la chiesa fu teatro di un plebiscito volto all'annessione della città di Piacenza al regno di Sardegna, in seguito al quale Pietro Gioia proclamò l'annessione della città al regno sabaudo. In seguito a ciò, il re Carlo Alberto di Savoia concesse a Piacenza il titolo di primogenita.
Dopo che nei primi anni del XX secolo era stato predisposto dall'architetto Camillo Guidotti un progetto che prevedeva modifiche alla facciata e l'isolamento della chiesa sul lato che dava su via XX settembre, progetto che non venne mai messo in pratica, nel 1940 venne posto sulla facciata settentrionale della chiesa il portale recuperato dalla chiesa di Sant'Andrea in seguito all'abbattimento di quest'ultima. Nel 1942 la gran parte del convento subì la demolizione, a seguito di lavori intrapresi dal comune di Piacenza: a seguito di questi lavori, dei chiostri sopravvisse solo un porticato.

## Descrizione

### Esterno

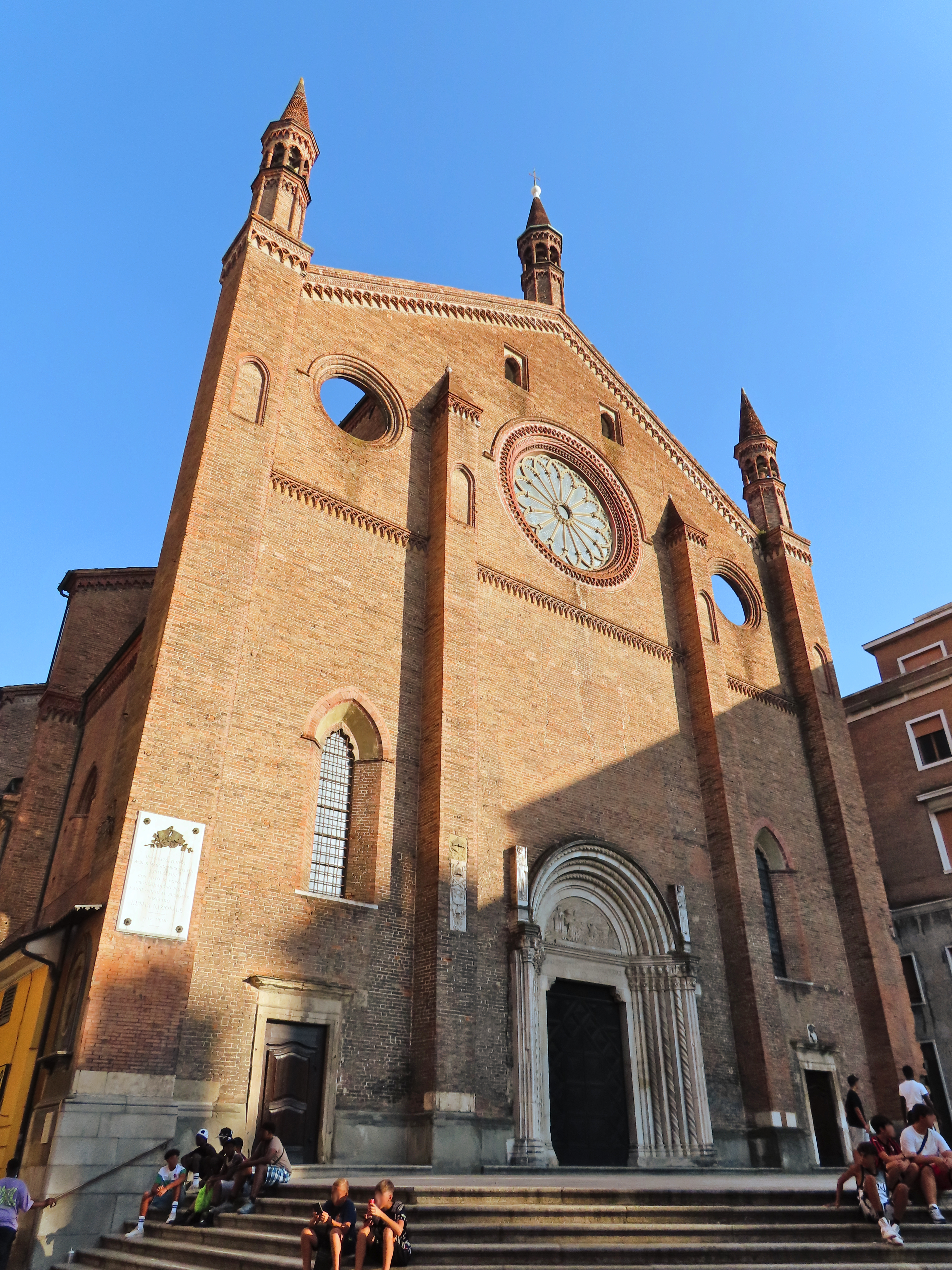
Facciata

L'edificio risente degli influenza dell'architettura cistercense borgognona e presenta alcuni elementi di somiglianza con la basilica di San Francesco di Bologna.
La chiesa è preceduta all'esterno, da una scalinata marmorea composta da 8 gradini che consente l'accesso al sagrato. La facciata principale è a vento, realizzata in mattoni a vista, presenta due contrafforti quadrangolari posti alle estremità destra e sinistra e si divide in due livelli, separati tra loro da una cornice orizzontale posta a due terzi dell'altezza complessiva dell'edificio. La facciata è divisa in tre parti tramite due ulteriori contrafforti che terminano, in corrispondenza della metà del livello superiore con una cuspide a forma di piramide.
Tra i due contrafforti centrali si trova un rosone caratterizzato dalla cornice in cotto ad archetti intrecciati. Ai lati del rosone si trovano due oculi. L'edificio presenta tre portali sulla facciata, dei quali il principale, collocato in posizione centrale e realizzato in marmo nel corso del XIV secolo, si presenta in stile tardo-gotico lombardo con strombatura con cordonature multiple. Il portale è sormontato da una lunetta, decorata con un bassorilievo rappresentante le stigmate di san Francesco, risalente agli anni intorno al 1480 da parte di Guiniforte Solari e dal figlio Pierantonio. I due portali minori, risalenti a un periodo successivo, sono realizzati in pietra, mentre sopra di essi si trovano due monofore caratterizzate da archi acuti.
Sul fronte destro dell'edificio è presente il porticato, unico elemento superstite del convento francescano demolito negli anni '40 del XX secolo, che presenta arcate a tutto sesto sostenute da pilastrini caratterizzati dalla pianta quadrata e realizzati in cotto.

L'interno

### Interno
L'interno presenta una struttura basilicale a tre navate caratterizzate da volte a crociera. La navata principale è formata da 5 campate ed è separata dalle due navate minori da una serie di archi a sesto acuto.
Sui lati dell'edificio si aprono alcune cappelle: a sinistra sono presenti la cappella dell'Immacolata Concezione, risalente al XVI secolo e la cappella di San Francesco, di epoca seicentesca, mentre sul lato opposto si trova la cappella di sant'Antonio, risalente anch'essa al Seicento.
La chiesa conserva al suo interno le sepolture di alcuni piacentini illustri, tra i quali il senatore Giuseppe Manfredi.
La cupola della cappella dedicata all’Immacolata è decorata dagli affreschi opera di Giovan Battista Trotti detto Il Malosso (1597). Oltre alla cupola, raffigurante l'Incoronazione di Maria, dipinta alla presenza di vari profeti e sibille in un vortice di nuvole, anche la pala d'altare, raffigurante l'Immacolata Concezione, è opera del Malosso.
Altri dipinti conservati all'interno della chiesa sono opera di Giuseppe Bramieri (un Martirio di San Lorenzo), Bernardo Castello, Clemente Ruta (un Cristo in croce guarisce s. Pellegrino Laziosi originariamente realizzato per i serviti di S. Maria di Piazza) Bartolomeo Schedone, Carlo Sacchi, Carlo Francesco Nuvolone, Camillo Procaccini e Bernardino Gatti.
Riguardo alle sculture, nella chiesa è presente un gruppo scultoreo in stile barocco rappresentante il Compianto sul Cristo morto, opera di Luca Reti.